# سیارک ۵۰۱
سیارک ۵۰۱ (به انگلیسی: 501 Urhixidur، نامگذاری:1903LB) پانصد و یکمین سیارک کشف شده‌است که در ۱۸ ژانویه ۱۹۰۳ و در هایدلبرگ کشف شد.
قدر مطلق سیارک برابر ۸٫۹۰ است.